# Greatest Hits (álbum de Take That)
| Críticas profissionais | Críticas profissionais |
| Avaliações da crítica  | Avaliações da crítica  |
| Fonte                  | Avaliação              |
| ---------------------- | ---------------------- |
| allmusic               | [ 1 ]                  |

Greatest Hits é o álbum de greatest hits lançado pela boyband britânica Take That e já vendeu 5 milhões de cópias até à data em todo o mundo.

## Antecedentes
Após o anúncio da banda de que iriam se separar em 13 de fevereiro de 1996, a maior compilação de hits foi lançado pela RCA Records em 4 de março de 1996, e continha o seu último single, cover dos Bee Gees "How Deep Is Your Love", que se tornou seu número um final atingido na UK Singles Chart antes de sua reunião em 2005. O álbum alcançou o número um no Reino Unido, Irlanda, Alemanha, Espanha, Áustria, Dinamarca e Holanda. A compilação foi novamente relançado em 1998 e 2004. O álbum foi o 8º mais vendido de 1996 no Reino Unido, e foi certificado como 3x Platina no Reino Unido. O álbum voltou as paradas irlandesas depois que o Take That passou no país com a turnê The Circus Live em 13 de junho de 2009, em Dublin. O álbum também voltou às paradas de álbuns da Dinamarca em 2011, o número onze, após passar com a sua turnê Progress Live.

## Faixas
Todas as faixas escritas e compostas por Gary Barlow, exceto onde notado. 
| N.º | Título                                 | Compositor(es)                          | Duração |  |
| 1.  | "How Deep Is Your Love"                | Barry Gibb, Robin Gibb, Maurice Gibb    | 3:41    |  |
| 2.  | "Never Forget"                         |                                         | 6:24    |  |
| 3.  | "Back for Good"                        |                                         | 4:01    |  |
| 4.  | "Sure"                                 | Gary Barlow, Mark Owen, Robbie Williams | 4:30    |  |
| 5.  | "Love Ain't Here Anymore"              |                                         | 3:49    |  |
| 6.  | "Everything Changes"                   |                                         | 3:33    |  |
| 7.  | "Babe"                                 |                                         | 4:55    |  |
| 8.  | "Pray"                                 |                                         | 3:43    |  |
| 9.  | "Relight My Fire"                      | Dan Hartman                             | 4:06    |  |
| 10. | "Why Can't I Wake Up with You"         |                                         | 3:37    |  |
| 11. | "Could It Be Magic"                    | Barry Manilow, Adrienne Anderson        | 4:28    |  |
| 12. | "A Million Love Songs"                 |                                         | 3:52    |  |
| 13. | "I Found Heaven"                       | Billy Griffin, Ian Levine               | 4:01    |  |
| 14. | "It Only Takes a Minute"               | Denis Lambert, Brian Potter             | 3:46    |  |
| 15. | "Once You've Tasted Love"              |                                         | 3:43    |  |
| 16. | "Promises"                             | Gary Barlow, Graham Stack               | 3:46    |  |
| 17. | "Do What U Like"                       | Gary Barlow, Ray Hedges                 | 3:07    |  |
| 18. | "Love Ain't Here Anymore" (US Version) |                                         | 4:07    |  |

| Faixa bônus japonesa |                      |                      |         |  |
| N.º                  | Título               | Compositor(es)       | Duração |  |
| 19.                  | "Sunday To Saturday" | Barlow, Donald, Owen | 5:03    |  |

| VHS: Greatest Hits - The Video Collection |                                        |         |  |
| N.º                                       | Título                                 | Duração |  |
| 1.                                        | "How Deep Is Your Love"                | 3:41    |  |
| 2.                                        | "Never Forget"                         | 6:24    |  |
| 3.                                        | "Back for Good"                        | 4:01    |  |
| 4.                                        | "Sure"                                 | 4:30    |  |
| 5.                                        | "Love Ain't Here Anymore"              | 3:49    |  |
| 6.                                        | "Everything Changes"                   | 3:33    |  |
| 7.                                        | "Babe"                                 | 4:55    |  |
| 8.                                        | "Pray"                                 | 3:43    |  |
| 9.                                        | "Relight My Fire"                      | 4:06    |  |
| 10.                                       | "Why Can't I Wake Up with You"         | 3:37    |  |
| 11.                                       | "Could It Be Magic"                    | 4:28    |  |
| 12.                                       | "A Million Love Songs"                 | 3:52    |  |
| 13.                                       | "I Found Heaven"                       | 4:01    |  |
| 14.                                       | "It Only Takes a Minute"               | 3:46    |  |
| 15.                                       | "Once You've Tasted Love"              | 3:43    |  |
| 16.                                       | "Promises"                             | 3:46    |  |
| 17.                                       | "Do What U Like"                       | 3:07    |  |
| 18.                                       | "Love Ain't Here Anymore" (US Version) | 4:07    |  |

## Certificações
| Região                 | Certificação |
| ---------------------- | ------------ |
| Áustria (IFPI Áustria) | Ouro         |
| Alemanha (BVMI)        | Platina      |
| Noruega (IFPI Noruega) | Ouro         |
| Suécia (GLF)           | Ouro         |
| Suíça (IFPI Suíça)     | Platina      |
| Reino Unido (BPI)      | 3× Platina   |
| Europa (IFPI)          | 3× Platina   |

## Desempenho nas paradas
| Parada (1996)                   | Posição mais alta |
| ------------------------------- | ----------------- |
| Australian Albums Chart         | 10                |
| Austrian Albums Chart           | 1                 |
| Belgian (Flanders) Albums Chart | 2                 |
| Belgian (Wallonia) Albums Chart | 4                 |
| Canadian Albums Chart           | 38                |
| Danish Albums Chart             | 1                 |
| Dutch Albums Chart              | 1                 |
| European Top 100 Albums         | 1                 |
| Finnish Albums Chart            | 6                 |
| German Albums Chart             | 1                 |
| Hungarian Albums Chart          | 4                 |
| Irish Albums Chart              | 1                 |
| Italian Albums Chart            | 3                 |
| Norwegian Albums Chart          | 6                 |
| Spanish Albums Chart            | 1                 |
| Swedish Albums Chart            | 4                 |
| Swiss Albums Chart              | 2                 |
| UK Albums Chart                 | 1                 |
| Parada (2009)                   | Posição mais alta |
| Irish Albums Chart              | 26                |
| Parada (2011)                   | Posição mais alta |
| Danish Albums Chart             | 11                |

| Parada (1996)         | Posição mais alta |
| --------------------- | ----------------- |
| Austrian Albums Chart | 8                 |
| Italian Albums Chart  | 59                |
| Swiss Albums Chart    | 26                |
| UK Albums Chart       | 8                 |

## Histórico de lançamentos
| Região         | Data                  | Selo | Nº de Catálogo |
| -------------- | --------------------- | ---- | -------------- |
| Reino Unido    | 1 de março de 1996    | RCA  | 82876748522    |
| Europa         | 1 de março de 1996    | BMG  | B00000JSPE     |
| Japão          | 3 de abril de 1996    | BMG  | BVCP-926       |
| Estados Unidos | 1 de dezembro de 1998 | RCA  | B00000JSPE     |
| Brasil         | 1996                  | BMG  | —              |

## Fonte
- Greatest Hits no Amazon.com